# 黄美元
黄美元（1934年—2010年4月1日），男，上海人，中国大气物理学家，曾任中国科学院大气物理研究所研究员、博士生导师。